# Euzancla orphnina
Euzancla orphnina là một loài bướm đêm trong họ Erebidae.